# Ora, Tirolul de Sud
Ora (în germană Auer) este o comună din provincia Bolzano, regiunea Trentino-Alto Adige, Italia, cu o populație de 3537 de locuitori și o suprafață de 11,79 km². Este situată la cca 16 km sud de orașul Bozen (Bolzano).

## Demografie
Ora - evoluția demografică

|  | Graficele sunt indisponibile din cauza unor probleme tehnice. Mai multe informații se găsesc la Phabricator și la wiki-ul MediaWiki. |

Date: Recensăminte sau birourile de statistică - grafică realizată de Wikipedia